# سوآسرانا (بتیوکی سود)
سوآسرانا (به لاتین: Soaserana) یک منطقهٔ مسکونی در ماداگاسکار است که در بخش بتیوکی-آتسیمو واقع شده‌است. سوآسرانا ۸٬۰۰۰ نفر جمعیت دارد و ۴۶۸ متر بالاتر از سطح دریا واقع شده‌است.